# Breda Transportes e Serviços
A Breda foi uma empresa brasileira que atuava no ramo de transportes, fundada por Ítalo Breda em 1950 na cidade de São Bernardo do Campo, estado de São Paulo.

## História
A história da Breda começa quando Luiz Breda era importador de chassi para ônibus da marca sueca Volvo e sócio na Empresa Reunidas Paraná-São Paulo. Em 1938, com 14 anos de idade, o filho de Luiz, Ítalo Breda, começa a trabalhar no almoxarife da Empresa Reunidas. Em 1939, a Viação São Paulo-Santos é comprada pela Reunidas e Luiz faz parte da sociedade. Enquanto isso, Ítalo também se dedicava aos estudos, formando-se em economia pelo Colégio Dante Alighieri e tendo ótima fluência em inglês.
No final dos anos 40, Ítalo, apaixonado por ônibus, começa se corresponder com a empresa fabricante de ônibus norte-americana Twin Coach. Em 1947, a Viação São Paulo Santos é vendida para a Tito Masciolli e Arthur Brandi, donos da Auto Viação Jabaquara, que neste ano foi encampada pela recém criada Companhia Municipal de Transportes Coletivos (CMTC). Pouco tempo depois, Masciolli e Brandi transformam a Viação São Paulo-Santos na Viação Cometa. 
Apresentado aos novos donos pelo pai, Ítalo Breda fala dos ônibus Twin Coach para a Cometa. Depois de uma viagem aos Estados Unidos, Ítalo Breda intermedeia a compra de 30 Twin Coach. Como a empresa não tinha dinheiro para pagar a comissão da transação, Ítalo Breda recebe 5% das ações da Viação Cometa, onde atuava como chefe de tráfego. Paralelamente a isso, Ítalo servia o Colégio Dante Alighieri com dois veículos de fretamento. Foi quando Tito Masciolli o orienta a formar uma empresa específica de fretamento. Surgia então a Breda Serviços por volta de 1950. No embalo do crescimento industrial de São Bernardo do Campo, Breda logo no início consegue ótimos clientes da indústria. 
Cinco anos depois, em 1955, a Breda já tinha 30 ônibus, mas precisava de mais. Como Ítalo Breda era novo no ramo, não tinha dinheiro para comprar ônibus à vista e nem crédito para financiar os veículos. Masciolli então foi muito mais que um incentivador, mas um pai nos negócios. O major italiano dono da Cometa transferiu 86 ônibus para Ítalo Breda, inclusive os 30 Twin Coach comprados por ele, em troca apenas de assinaturas de notas promissórias, com débitos longos para o pagamento e valores que Ítalo não conseguiria em financiamento nenhum. A frota da Breda passou dos 100 carros e assumiu o transporte de funcionários de uma empresa que estava começando no Brasil, a Volkswagen. 
Seguiram-se outros fretamentos para indústrias: Petrobrás, para transportar os petroleiros da Refinaria Presidente Bernardes em Cubatão, Mercedes-Benz e General Motors, começando primeiramente em São José dos Campos no ano de 1957. Foram transferidos 20 ônibus e montou-se uma garagem no local. Mais tarde, a fábrica de São Caetano do Sul fez o mesmo: confiou à Breda a movimentação de todos os seus funcionários. 
De 30 ônibus em 1953, dez anos mais tarde, contabilizava 300 veículos, 250 deles transportando diariamente 25 mil passageiros de indústrias, refinarias, colégios e escritórios. As linhas cobriam o trajeto São Paulo-Itanhaém-Peruíbe e São Paulo-Viracopos, a primeira aproveitando principalmente o grande fluxo de turistas em busca das praias nos finais de semana. A outra, destinada a passageiros de linhas áreas internacionais. 
Em 1990, a empresa foi comprada por Nenê Constantino, dono do Grupo Comporte, conglomerado de transportes, que também controla a Gol Linhas Aéreas.
Operava linhas rodoviárias entre a capital São Paulo, partindo do Terminal Jabaquara e das cidades de São Bernardo do Campo e Osasco para Cubatão, Praia Grande, Itanhaém, Mongaguá e Peruíbe. Realizava também a ligação entre Mogi das Cruzes e outras cidades do Alto Tietê para Bertioga e São Sebastião.
Na área de logística, por meio de caminhões, transportava eucalipto para indústrias de celulose nas regiões do Vale do Paraíba e Capão Bonito.
Em junho de 2021, num enxugamento de estrutura, foi incorporada à Viação Piracicabana, pertencente ao mesmo grupo, contando com a anuência da ARTESP, que regula os transportes no estado de São Paulo.